# 高卢雄鸡

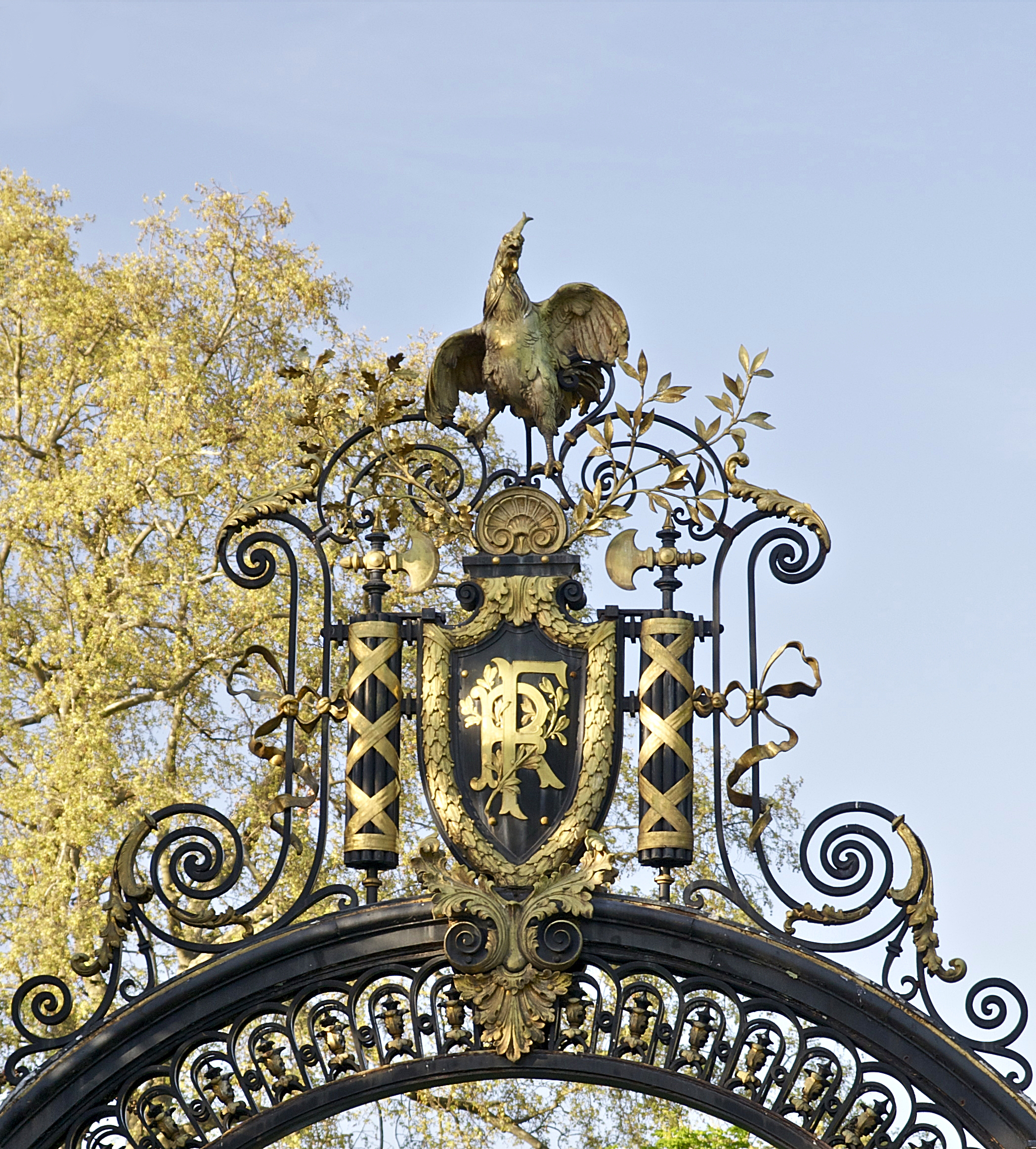
法國總統的官邸愛麗舍宮花園門上的高盧雄雞

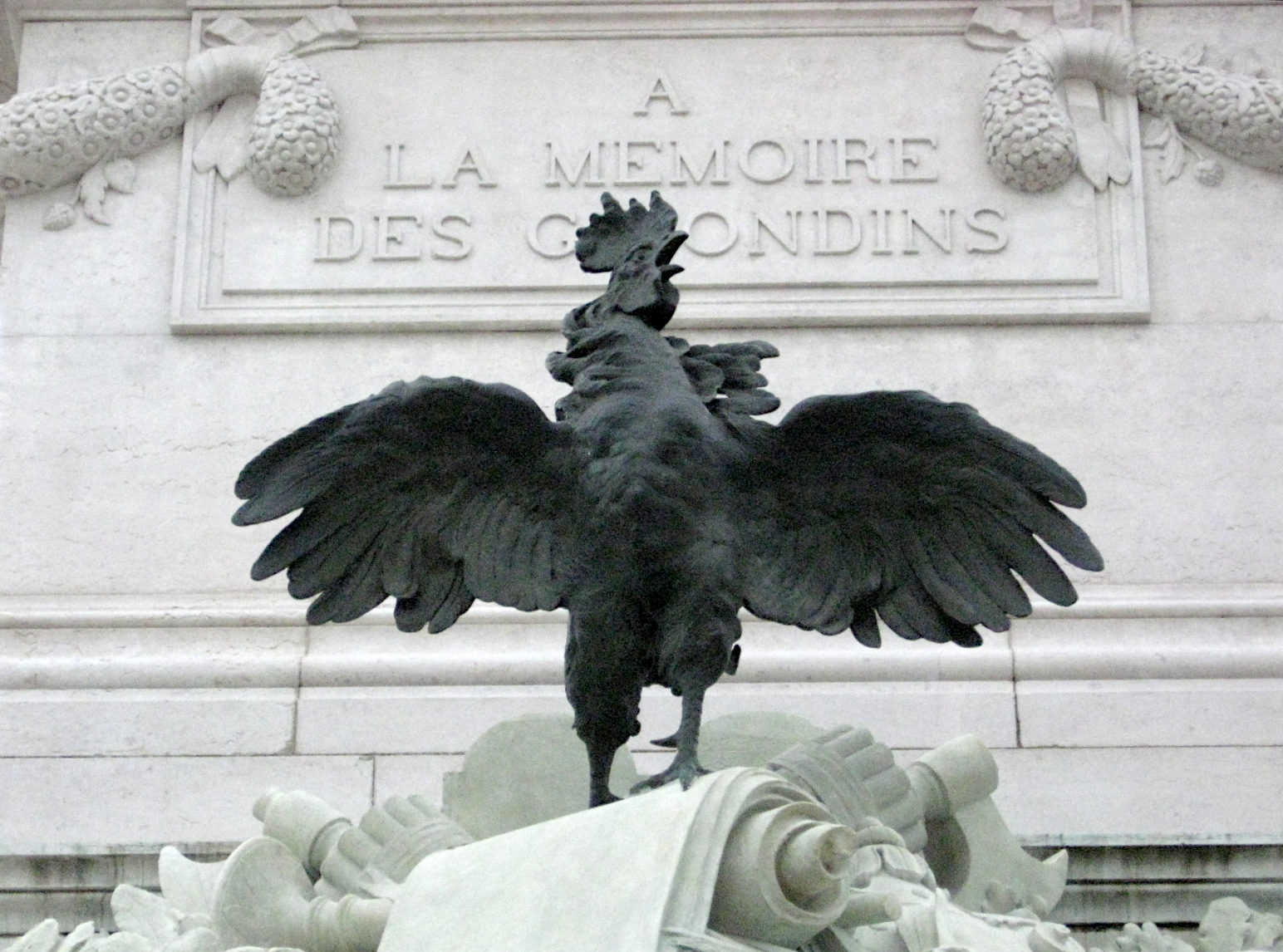
法国波尔多市梅花广场上的高卢雄鸡雕像

高盧雄雞（法語：Le Coq gaulois），或高盧公雞，是法兰西民族的擬物化形象。它與瑪麗安娜不同，後者是法蘭西共和國的國家象徵。
高盧雄雞來源於羅馬帝國時代，法蘭西被稱為高盧（Gallia），高盧人叫Gallus，而Gallus在拉丁語另一意思是雄雞，所以被稱為高盧雄雞。

## 應用
在法兰西第一共和国的國徽上，有雄雞（或雄鷹）的圖案。而在現代，法國國家足球隊的標誌上也有雄雞的形象，或是知名品牌Le Coq Sportif也以雄雞作為品牌標誌。